# Дивенс, Чарльз
Чарльз Дивенс Младший (англ. Charles Devens Jr.; 4 апреля 1820 — 7 января 1891) — американский государственный деятель и военный, Генеральный прокурор США (1877—1881), бригадный генерал Потомакской армии во время Гражданской войны в США.

## Ранние годы
Чарльз Дивенс родился в Чарльстауне (Массачусетс), в семье Чарльза Дивенса Старшего (1791—1876) и Мэри Литгоу (1797—1848). Он окончил Латинскую школу в Бостоне и затем в 1838 году окончил Гарвард-Колледж, а в 1840 году — Гарвардскую Школу Права. Он получил лицензию юриста в округе Франклин (Массачусетс), и занимался юридической практикой с 1841 по 1849 год. В 1848 году он был избран в Сенат Массачусетса от партии вигов. С 1849 по 1853 год Дивенс служил маршаллом в Массачусетсе. C 1853 по 1861 год он был юристом в Вустере и одновременно служил генералом ополчения штата.

## Гражданская война
Когда началась гражданская война, Дивенс стал майором в 3-м батальоне Massachusetts Rifles. В июле 1861 года он стал полковником 15-го Массачусетского пехотного полка. В этом звании он участвовал в сражении при Бэллс-Блафф, где получил ранение. В апреле 1862 года Дивенс получил звание бригадного генерала добровольческой армии и стал командовать 1-й бригадой 1-й дивизии IV корпуса Потомакской армии (Корпус Кейеса). Он участвовал в сражении при Севен-Пайнс, где снова был ранен и временно сдал командование Чарльзу Иннесу. В этом бою бригада Дивенса состояла из трёх полков:
- 7-й Массачусетский пехотный полк: полковник Дэвид Рассел
- 10-й Массачусетский пехотный полк: полковник Генри Бриггс
- 36-й Нью-Йоркский пехотный полк: полковник Чарльз Иннес

После окончания кампании на полуострове, 26 сентября 1862 года, Дивенс был переведён в VI корпус, где возглавил 2-ю бригаду 3-й дивизии (дивизия Ньютона), и находился на этой должности во время сражения при Фредериксберге. В это время его бригада состояла из пяти полков:
- 7-й Массачусетский полк: подполковник Франклин Харлоу
- 10-й Массачусетский полк: полковник Генри Остис
- 37-й Массачусетский полк: полковник Оливер Эдвардс
- 36-й Нью-Йоркский: полковник Уильям Браун
- 2-й Род-Айлендский полк: полковник Фрэнк Уитон

В апреле 1863 года генерал Оливер Ховард принял командование XI корпусом и провёл в нём ряд перестановок. По неизвестной причине он перевёл популярного генерала Натаниеля Маклина с дивизионного командования на бригадное, а на его место 20 апреля назначил Дивенса. Историк Стивен Сирс назвал Дивенса на этой должности командиром «низкого сорта». Он был сторонником жёсткой дисциплины и свысока смотрел на тех, кто не был уроженцем Новой Англии, что не вызывало симпатий к нему со стороны рядовых его дивизии, состоящей в основном из немцев. «Его назначение в дивизию было скорее несчастливым, — вспоминал Карл Шурц, — так как из-за этого был отстранен генерал МакЛин, вопреки законным ожиданиям этого заслуженного и популярного офицера; а манеры генерала Дивенса, хоть он и был в душе человек добрый и благородный, были все же слишком жёсткими и не смогли загладить в людях ощущение несправедливости в отношении МакЛина. Так что его отношения с дивизией были не идеальны».
Уже через неделю после назначения началась Чанселлорсвиллская кампания, генерал Хукер перешёл Раппаханок и занял позиции у Чанселлорсвилла, поместив ненадёжный XI корпус на правый фланг. Дивизия Дивенса заняла крайний правый фланг корпуса. Утром 2 мая, в разгар сражения при Чанселлорсвилле, Дивенс повредил ногу и лежал в штабе дивизии в доме Тэллей, причём, по свидетельству офицеров, он использовал бренди как обезболивающее средство. По другим данным, он был просто пьян. По этой причине он не реагировал на сообщения о том, что противник может обойти его фланг. Кроме того, Дивенс исходил из того, что в армии информация передаётся сверху вниз, от командира к подчинённому, а не наоборот.
Вечером 2 мая позиции дивизии Дивенса были неожиданно атакованы корпусом Томаса Джексона. Уже атакованный, Дивенс ничего не предпринял, ожидая приказа сверху, а на вопросы офицеров отвечал молчанием. И только когда бой завязался у самого штаба дивизии, Дивенс «ожил» и попытался навести порядок в частях, но был сразу же ранен в ногу и вынесен с поля боя.
Находясь в тылу по причине ранения, Дивенс 4 июля возглавил призывной пункт в Спрингфилде (Массачусетс) и находился на этой должности до 7 апреля 1864 года, после чего его послали в северные и восточные штаты для инспектирования процесса формирования новых полков. Когда он вернулся из этой поездки, его направили в распоряжение генерал-майора Уильяма Смита в Вирджинию, и там Дивенс 30 мая 1864 года возглавил 3-ю дивизию XVIII корпуса. 4 июня 1864 года он оставил этот пост по причине плохого здоровья, и его место занял Адальберт Эймс. После выздоровления Дивенс временно командовал 1-й дивизией XVIII корпуса — с 29 октября 1864 по январь 1865 года.
С 2 января по 15 января 1865 года Дивенс временно, в отсутствие Джона Гиббона, возглавлял XXV корпус, а затем вернулся к дивизионному командованию. 3 апреля 1865 года Конгресс присвоил ему временное звание генерал-майора добровольческой армии за храбрость в боях под Ричмондом. После капитуляции Ричмонда, 17 апреля, он возглавил оккупационные силы в Ричмонде и округе. 30 апреля генерал Грант порекомендовал Дивенса к постоянному званию генерал-майора, однако официального утверждения так и не произошло.

## Послевоенная деятельность
28 июля 1865 года Дивенс был направлен в распоряжение генерал-майора Квинси Джилмора (возглавлявшего Департамент Южной Каролины) и возглавил Военный Округ Чарльстон, где прослужил до 1866 года. В сентябре 1865 года он служил в комиссии по расследованию убийства бывшего солдата-южанина Келвина Крозьера, убитого рядовыми неграми 33-го пехотного полка. 2 июня 1866 года Дивенс был отправлен в почётную отставку и вернулся в Массачусетс.
Впоследствии он служил пятым главнокомандующим ветеранской организации «Grand Army of the Republic» (1873—1875).
С 1867 по 1873 годы Дивенс был судьёй Массачусетского верховного суда. С 1877 по 1881 год он служил генеральным прокурором в кабинете президента Ратерфорда Хайса.
Он умер в Бостоне и был похоронен на Монт-Оберн-Семетери в Кембридже (штат Массачусетс).